# Факультет географии и геоинформатики БГУ
Факульте́т географии и геоинформатики БГУ — структурное подразделение Белорусского государственного университета. Создан в 1934 году как геолого-почвенно-географический, до 2019 года носил название географического. В составе факультета 7 кафедр, 2 научно-исследовательские лаборатории (НИЛ), Музей землеведения.
Факультет географии и геоинформатики сегодня – это единственный в Беларуси учебно-научный центр по подготовке специалистов в области геоинформатики, космоаэрокартографии и гидрометеорологии, крупнейший центр по обучению географов, геологов и геоэкологов.
В настоящее[когда?] время факультет готовит специалистов по направлениям: география (научно-педагогическая деятельность), геология и разведка месторождений полезных ископаемых, геоинформационные системы (земельно-кадастровые), гидрометеорология, геоэкология, космоаэрокартография, геотехнологии туризма и экскурсионная деятельность, страноведение и переводческая деятельность (совместно с факультетом социокультурных коммуникаций).

## История
Официальная дата создания факультета – 24 мая 1934 г., однако, еще в 1921 г. на рабфаке БГУ «География» была представлена как учебная дисциплина. В 1922/1923 учебном году в составе БГУ был создан педагогический факультет, который имел четыре отделения: этнолого-лингвистическое, социально-экономическое, природоведческо-историческое и физико-математическое. В 1923 г. на педфаке был организован «кабинет местного края», заведующим которого стал А.А. Смолич. В мае 1924 г. на заседании Совета отделений педфака было заслушано и единогласно принято предложение А.А. Смолича о введении для всех студентов педагогического факультета изучения «Географии Белоруссии». Таким образом, 1923-1924 гг. можно считать началом введения географического образования в БГУ.
16.07.1932 Постановлением № 115 Коллегии Народного комиссариата образования БССР «Аб ажыццяўленні мэтавай yстaноўкі БДУ, згодна пастановы СНК аб рэарганізацыі універсітэта» университет разбивается на 4 факультета: а) физико-математический; б) биологический; в) химический; г) геологический факультет в составе отделений: геологического и почвоведения.
В 1933 г. под руководством академика АН БССР Я.Н. Афанасьева (почвоведа, под началом которого были проведены исследования почв Беларуси и составлена первая почвенная карта республики) создается кафедра почвоведения. Первыми профессорами по географии и геологии в БГУ работали А.А. Смолич – первый профессор-географ в Беларуси и известный общественный деятель; Н.Ф. Блиодухо – геолог, организатор геологической службы БССР, составивший первую геологическую карту Беларуси; А.М. Жирмунский – член-корреспондент АН БССР, геолог, автор трудов по четвертичной геологии, гидрогеологии, геоморфологии и тектонике. Большую помощь в организации учебного процесса и научных исследований в период становления факультета оказывали ученые Москвы и Ленинграда (М.Н. Смирнов, И.М. Иванов и др.).
В 1934 г. Постановлением Совнаркома БССР «О работе БГУ» № 791 от 24.05.1934 основан геолого-почвенно-географический факультет (с 1937 г. – географический). На данный год приходится и основание Музея минералогии и петрографии, впоследствии (с 1973 г.) Музея землеведения, а также кафедры физической географии (впоследствии кафедра физической географии СССР, затем кафедра географической экологии). В 1936 г. на факультете функционировали кафедры почвоведения, минералогии и петрографии, общей геологии, исторической геологии, физической географии. В этом же году была основана кафедра экономической географии.
Первым деканом геолого-почвенно-географического факультета был назначен Ф.Ф. Дербентьев. В период 1935-1936 гг. факультетом руководили тов. Казаков, Н.Ф. Чурин, с 1936 г. – О.Н. Андрющенко.
В 1938 г. начинается набор в аспирантуру, увеличивается объем и расширяется тематика научных исследований. Деканом факультета был назначен И.С. Жилинский. В 1939/1940 учебном году были защищены первые кандидатские диссертации: В.А. Дементьевым и А.Х. Шкляром.
Великая Отечественная война прервала мирную научную и учебную работу факультета. Многие преподаватели и студенты ушли на фронт. В годы войны здание факультета было разрушено, оборудование разграблено. С октября 1943 г. деятельность Белорусского государственного университета, в том числе географического факультета, возобновилась на станции Сходня Октябрьской железной дороги под Москвой. Руководил факультетом В.А. Дементьев. Большую помощь факультету в организации учебного процесса, обеспечении учебно-методической литературой, приборами и оборудованием в это тяжелое время оказывал географический факультет МГУ имени М.В. Ломоносова. Ученые МГУ читали отдельные курсы, содействовали развитию научных исследований, осуществляли научное руководство аспирантами и соискателями.
Летом 1944 г. географический факультет Белгосуниверситета возвратился в освобожденный Минск. В 1945 г. состоялся его первый послевоенный выпуск.
В первые послевоенные годы прием на первый курс составлял 20-40 человек. Работали три кафедры: физической географии, экономической географии, почвоведения и геологии. С 1947 г. факультет возглавил Н.Т. Романовский. К началу 1948/1949 учебного года факультет продолжил занятия в заново отстроенном корпусе университетского городка.
В 1950 г. была осуществлена очередная реорганизация структурных подразделений БГУ, географический факультет был преобразован в геолого-географический (с геологическим отделением). В 1951-1958 гг. на геологическом отделении осуществлялась подготовка геологов по специальности «Поиск и разведка полезных ископаемых», прием составлял 50 человек.
В 1954 г. на базе факультета было создано Географическое общество БССР, впоследствии ОО «Географическое общество Беларуси». Следующими важными для факультета событиями стали: издание в 1952 г. первого учебного пособия для вузов по географии Беларуси (авторы В.А. Дементьев и Н.Т. Романовский); издание в 1958 г. Атласа БССР; подготовка в 1959 г. учебного пособия по физической географии республики «Прырода Беларусі» (В.А. Дементьев, А.Х. Шкляр, О.Ф. Якушко); первого учебного пособия для вузов по геологии и полезным ископаемым Беларуси (Д.М. Корулин) и выдержавшего десять изданий (1960-1969) школьного учебника по географии Беларуси (В.А. Жучкевич, О.Ф. Якушко). Большой вклад в обновление работы факультета внесли академики АН БССР К.И. Лукашев, И.С. Лупинович, А.С. Махнач; члены-корреспонденты АН БССР А.В. Фурсенко, А.Г. Медведев; профессора В.А. Дементьев, А.Х. Шкляр, Н.Т. Романовский, А.Я. Малышев, И.И. Трухан, В.А. Жучкевич, О.Ф. Якушко, Н.Е. Рогозин, Д.М. Корулин, В.Г. Завриев; доценты А.С. Акинчиц, С.Д. Бачурин, В.П. Бородина, С.М. Зубов, В.Я. Крищанович, В.А. Новицкий и др.
В период с 1955 по 1958 гг. факультетом вновь руководил О.Н. Андрющенко, с 1958 г. деканом был назначен И.И. Трухан, факультет возвращает свое прежнее название – географический. С вводом в строй главного корпуса университета (1961 г.) значительно увеличился прием студентов на первый курс дневного отделения (до 125 человек). В 1960 г. открылось вечернее отделение (прием составил 50 человек), велась подготовка специалистов-географов на заочной форме обучения (прием 75 человек). Расширилась аспирантура, реорганизовались кафедры и открылись новые – физической географии СССР и физической географии зарубежных стран, впоследствии –  физической географии материков и океанов (1961 г.).
С 1962 по 1983 гг. факультет вновь возглавлял Н.Т. Романовский. В 1966-1970 гг. в состав факультета было возвращено геологическое отделение, велась подготовка по специальности «Гидрогеология», факультет в эти годы вновь назывался геолого-географическим. Открылись также кафедры экономической географии СССР (позднее кафедра экономической географии БССР, затем кафедра экономической географии Республики Беларусь и государств Содружества) и экономической географии зарубежных стран (с 1968 г. на базе созданной в 1938 г. кафедры экономической географии), а также геодезии и картографии (1969 г.), общего землеведения (1973 г.); были организованы новые научно-исследовательские подразделения: лаборатория почвенной геохимии (1962 г.), впоследствии (с 1972 г.) проблемная НИЛ мелиорации ландшафтов, затем (с 1995 г.) НИЛ экологии ландшафтов  и учебная лаборатория спорово-пыльцового анализа (1966 г.), впоследствии с 1971 г. – отраслевая НИЛ озероведения, затем НИЛ озероведения. Значительно улучшается учебно-материальная база факультета, создается учебная географическая станция «Западная Березина» (1973 г.) в Воложинском районе, расширяется Музей землеведения. С 1974 г. ведется подготовка географов по специализации «Краеведение и методика организации туристско-экскурсионной работы», впоследствии – «География туризма и экскурсионный менеджмент», с 1979 г. – по специализации «Геоморфология». В 1978 г. начинает работать Браславский научно-исследовательский лимнологический стационар, впоследствии Браславский учебно-научный озерный стационар.
В 1983 г. деканом географического факультета был назначен Р.А. Жмойдяк, в этом году на факультете был открыт читальный зал географических наук; факультет был награжден Почетной грамотой ВЦСПС за вклад в подготовку кадров для туристских организаций СССР. В 1990 г. был подготовлен и напечатан «Атлас Белорусской ССР». С 1994 г. на факультете ведется обучение по новым специальностям – «Геология и разведка месторождений полезных ископаемых» и «Экология», впоследствии – «Геоэкология». В 1995 г. открывается кафедра динамической геологии, а в 1997 г. вводится новая специализация для географов – «Географические информационные системы» (ГИС).
С 1998 по 2013 гг. факультетом руководит И.И. Пирожник. В 1999 г. на базе факультета с согласования Министерства спорта и туризма была создана Высшая школа экскурсоводов и менеджеров туризма. В 2001 г. открывается после реконструкции здание географического факультета. В 2002 г. был издан «Национальный атлас Беларуси», редакторами разделов которого выступили В.С. Аношко, Р.А. Жмойдяк, Г.И. Марцинкевич, И.И. Пирожник. В 2002 г. в рамках специальности «География» вводится новое направление – «Геоинформационные системы», в 2005 г. – «Гидрометеорология», в 2011 г. – «Космоаэрокартография». В 2006 г. открывается магистратура по специальности «География», в 2009 г. – по специальностям «Общая и региональная геология», «Геоэкология». В 2010 г. кафедра почвоведения и геологии переименована в кафедру почвоведения и земельных информационных систем, кафедра физической географии материков и океанов – в кафедру физической географии мира и образовательных технологий, в 2011 г. кафедра общего землеведения была переименована в кафедру общего землеведения и гидрометеорологии.
В 2013 г. деканом факультета был назначен Д.Л. Иванов. В 2013 г. направления специальности «География» («Гидрометеорология» и «Космоаэрокартография») преобразованы в отдельные специальности, в 2015 г. в отдельную специальность преобразовано и направление «Геоинформационные системы». В 2014 г. открыта кафедра инженерной геологии и геофизики, магистратура по специальностям «Гидрология суши, водные ресурсы, гидрохимия» и «Метеорология, климатология, агрометеорология». В 2015 г. в рамках специальности «География» открыто новое направление «Геодемография».
В 2016 г. на должность декана факультета был назначен Н.В. Клебанович. В 2017 г. кафедры экономической географии зарубежных стран и экономической географии Республики Беларусь и государств Содружества объединены в кафедру экономической и социальной географии, в 2018 г. кафедры динамической геологии и инженерной геологии и геофизики объединены в кафедру региональной геологии. В 2017 г. был издан Географический атлас учителя.
С 2019 г. факультетом руководил Д.М. Курлович. В этом году географический факультет был переименован в факультет географии и геоинформатики, кафедра почвоведения и земельных информационных систем была переименована в кафедру почвоведения и геоинформационных систем, кафедра геодезии и картографии – в кафедру геодезии и космоаэрокартографии. Открыта магистратура по профилям «Синоптическая метеорология», «Инновационные геотехнологии». В корпусе факультета прошел масштабный ремонт, реконструкции и полной модернизации подвергся Музей землеведения. В 2021 г. на факультете открыта новая специальность «Геотехнологии туризма и экскурсионная деятельность». С 2022 года деканом факультета является Е.Г. Кольмакова.
За послевоенные годы факультет подготовил около 15 тыс. специалистов. Выпускники факультета успешно работают в геологических, почвенных, землеустроительных, экологических и гидрометеорологических организациях, предприятиях градостроительного, картографо-геодезического и геоинформационного характера, научно-исследовательских институтах, областных и районных исполнительных комитетах, учреждениях образования, в дорожно-строительных, экономических и статистических организациях, туристических, транспортных и логистических фирмах, IT-компаниях, риэлтерских агентствах.
В настоящее[когда?] время на факультете обучаются более 600 студентов и аспирантов, научно-педагогическую работу осуществляют 90 штатных преподавателей, среди которых 11 докторов наук и 41 кандидатов наук. На условиях совмещения преподавательскую деятельность ведут более 30 человек (3 доктора и 11 кандидатов наук), в штате факультета более 20 научных сотрудников.
На факультете сформировались и получили развитие научные школы: почвоведения, лимнологии, ландшафтоведения и геоэкологии, социально-экономической географии и геодемографии, палеогеографии, дендрохронологии, геоинформатики.
На факультете функционирует Совет по защите диссертаций, в котором ежегодно защищаются аспиранты и докторанты факультета, других УВО страны, а также иностранные граждане. Всего за период существования факультетом подготовлено более 40 докторов и свыше 260 кандидатов наук, 50 из них становились лауреатами Государственных премий Республики Беларусь, БССР и СССР, премии им. А.Н.  Севченко, избирались академиками и членами-корреспондентами Национальной академии наук Беларуси, Академий наук БССР и СССР. Многие выпускники факультета удостаивались почетных званий «Заслуженный работник народного образования Республики Беларусь», «Заслуженный работник высшей школы БССР», «Заслуженный деятель науки БССР», «Заслуженный геолог-разведчик БССР», «Заслуженный работник БГУ».
На факультете ежегодно разрабатывается более 200 научно-исследовательских проектов (в т.ч. по оказанию наукоемких услуг), результаты внедряются в производство с привлечением студенческого актива.
Факультет осуществляет международное сотрудничество в рамках договоров более чем с 20 зарубежными университетами. Это проведение совместных научных экспедиций, выполнение общих научных разработок, чтение лекций, издание совместных трудов, командировки, производственно-ознакомительная практика студентов, стажировки, участие в работе международных научных конференций, семинаров, симпозиумов и т.д. Сотрудники факультета являются членами авторитетных международных организаций и ассоциаций.

### Деканы факультета
- Ф. Ф. Дербентьев (1934—1935)
- Казаков (1935)
- Н.Ф. Чурин (1935 — 1936)
- Онуфрий Нестерович Андрющенко (1936—1938)
- Иван Степанович Жилинский (1938 — 1941)
- Василий Алексеевич Дементьев (1943—1947)
- Николай Тарасович Романовский (1947—1955)
- Онуфрий Нестерович Андрющенко (1955 — 1958)
- Иван Иванович Трухан (1958—1962)
- Николай Тарасович Романовский (1962—1983)
- Ростислав Афанасьевич Жмойдяк (1983—1998)
- Иван Иванович Пирожник (1998 — 2013)
- Дмитрий Леонидович Иванов (2013 — 2017)
- Николай Васильевич Клебанович (2017 — 2019)
- Дмитрий Мирославович Курлович (2019 — 2022)
- Елена Геннадьевна Кольмакова (2022 — н.в)

## Факультет

### Структура
Кафедры:
- географической экологии (геоэкологии);
- геодезии и космоаэрокартографии;
- региональной геологии;
- общего землеведения и гидрометеорологии;
- почвоведения и геоинформационных систем;
- физической географии мира и образовательных технологий;
- экономической и социальной географии;

Научно-исследовательские лаборатории:
- НИЛ озероведения;
- НИЛ экологии ландшафтов.

В структуру факультета входит Музей землеведения . Два раза в год музей проводит международную минералогическую выставку-ярмарку «Каменная сказка».

### Профессорско-преподавательский состав
На конец 2021 года профессорско-преподавательский состав насчитывает более 120 человек:
- 11 докторов наук;
- 52  кандидата наук.

В составе НИЛ работает 31 сотрудник (в том числе 1 доктор наук и 12 кандидатов наук).
Учебно-вспомогательный персонал составляет 36 человек.

### Исследования
На факультете географии и геоинформатики выполняются различные виды экологических работ и исследований по оценке воздействия на окружающую среду (ОВОС), оценке состояния объектов окружающей среды (почвы, поверхностные и подземные воды) на предмет загрязнения нефтепродуктами, тяжёлыми металлами, семенами борщевика и т. д. Выполняются обоснования объявления, преобразования и ликвидации ООПТ, разработка экологических паспортов (предприятий, полигонов захоронения отходов). Осуществляется разработка и корректировка проектов водоохранных зон и прибрежных полос поверхностных водных объектов.
Факультет активно участвует в проектах Фонда ООН в области народонаселения и ПРООН.
Значительная часть научных исследований на факультете проводится с участием студентов и молодых ученых. На факультет существует две студенческих научно-исследовательских лаборатории: СНИЛ «ГИС-лаборатория» и СНИЛ кафедры экономической и социальной географии.
В число научных разработок факультета входят геоинформационные системы и картографическая продукция различного назначения, исследования в области народонаселения.
Часть научных работ публикуется в «Журнал Белорусского государственного университета. География. Геология», публикуемый с периодичностью 2 раза в год.

## Учебная географическая станция (геобаза) «Западная Березина»
Находится в Минской области, на берегу реки Березины (Западной Березины), у д. Калдыки Воложинского районаСлужит местом проведения учебных полевых практик для студентов 1-2 курсов факультета географии и геоинформатики и биологического факультетов БГУ.